# Лугова (Туринський міський округ)
Лугова́ (рос. Луговая) — присілок у складі Туринського міського округу Свердловської області.
Населення — 64 особи (2010, 80 у 2002).
Національний склад населення станом на 2002 рік: росіяни — 98 %.